# جورج هاميلتون الرابع
جورج هاميلتون الرابع (بالإنجليزية: George Hamilton IV)‏ هو كاتب أغاني ومغني وموسيقي أمريكي، ولد في 19 يوليو 1937 في وينستون-سالم في الولايات المتحدة، وتوفي في 17 سبتمبر 2014 في ناشفيل في الولايات المتحدة بسبب نوبة قلبية.

## وصلات خارجية
- الموقع الرسمي
- جورج هاميلتون الرابع على موقع IMDb (الإنجليزية)
- جورج هاميلتون الرابع على موقع ميوزك برينز (الإنجليزية)
- جورج هاميلتون الرابع على موقع ديسكوغز (الإنجليزية)
- جورج هاميلتون الرابع على موقع قاعدة بيانات الفيلم (الإنجليزية)